# 정광수
정광수(丁珖秀, 1909년 ∼ 2003년 11월 2일)는 판소리 명창이다. 본명은 정용훈(丁榕薰)이다. 본관은 나주이며, 전라남도 나주시 출신이다. 중요무형문화재 제5호 판소리(수궁가) 보유자이다.

## 생애
철종·고종 때의 명창 정창업의 손자로, 1909년 전라남도 나주시 공산면 복용리에서 태어났다. 15세 때 나주에 살던 김창환에게 〈춘향가〉를 사사하면서 소리에 입문했고, 28세 때 유성준에게 〈수궁가〉, 〈적벽가〉를, 정응민에게 〈심청가〉를, 이동백에게 〈적벽가〉 중 ‘삼고초려’ 대목을 연수받았다. 전판(全版)은 아니지만, 김창환 제 〈춘향가〉를 보유하고 있는 것은 희귀한 일이다.
대동가극단, 동일창극단 등에서 활동하며 창극 운동에도 참여하였다.
해방 이후 창극계를 떠나 광주에 거주하면서 광주국악원을 창설, 제자 양성에 주력해 왔으며, 1964년에 대한민국에서 처음으로 판소리 인간문화재가 되었는데, 〈수궁가〉 무형문화재 제5호로 지정되었다. 판소리 보존연구회 부회장을 역임했다.
박동진 명창 타계 후 국악인들 사이에 판소리계의 현존하는 가장 큰 어른으로 모셔져 왔으며, 고령의 나이에도 불구, 제자양성 활동과 더불어 최근까지도 간간이 무대에 서 왔다.
2003년 10월 29일에도 한국문화재보호재단 주최로 서울중요무형문화재전수회관에서 공연을 가질 예정이었으나, 건강 악화로 딸인 정의진 씨가 대신 무대에 섰던 것으로 알려졌다. 2003년 11월 2일 아들 은석씨 등 1남 2녀를 두고, 타계하였다.
대한민국 문화예술상(대통령 문화훈장)과 동리대상, KBS국악대상, 방일영국악상 등을 수상했고, 저서로는 《전통문화 오가사전집》이 있다.